# Абд аль-Азіз ібн Аль-Мансур
Абд аль-Азіз ібн Аль-Мансур (араб. عبد العزيز بن منصور; д/н — 1121) — 8-й султан держави Хаммадідів у 1105—1121 роках.

## Життєпис
Син султана Аль-Мансура. Призначений батьком намісником Алжиру. Після сходження у 1104 році брата Бадіса на трон позбалвений посади, переведений до Джиджелю. Наприкінці 1104 або напочатку 1105 року після смерті брата стає володарем держави.
Зберігав мирні стосунки з Альморавідами, яким поступився містам Тлемсен і Оран. Також замирився з Махухою, вождем зенатів-вамману, оженившись на його доньці. Невдовзі спрямував зусилля на підкорення Іфрикії. Спочатку захопив острів Джербу, що мав стратегічне значення.
В цей час бедуїни-хілаль атакували стару столицю Бені-Хаммад, сплюндрувавши місто, лише залога трималася в касбі (цитаделі). Відправив сина Ях'ю проти бедуїнів, яким той завдав рішучої поразки, змусивши підкоритися. Після цього відновлено владу в горах Ходни. Втім султан не став відновлювати Бені-Хаммад, яке після цього занепало.
В подальшому приділяв більше увагу розвитку міст, підтримував морську торгівлю. Водночас багато уваги приділяв наукам та літературі, створивши при своєму дворі відповідний ґурток.
1114 року до столиці Насірії прибув проповідник Мухаммед ібн Тумарт, що став критикувати звичаї та життя Хаммадідів. За це султан намагався його схопити, але той сховався серед племен санхаджа. Згодом перебрався до далекого Магрибу, де став засновником руху Альмохадів.
1116 року Зіріди відвоювали острів Джербу. В своб чергу Абд аль-Азіз 1120 року рушив до Тунісу, де змусив еміра Ахмада ібн Абд аль-Азіза визнати свою зверхність. Помер султан Абд аль-Азіз 1121 року. Йому спадкував син Ях'я.